# Ronaldo Nazário
Ronaldo Luís Nazário de Lima (Itaguaí, 18 de setembro de 1976), popularmente conhecido como Ronaldo Fenômeno, é um empresário e ex-futebolista brasileiro que atuava como centroavante, amplamente reconhecido como um dos melhores de todos os tempos. Atualmente é proprietário e  presidente do Valladolid, da Espanha, que comprou em 2021.
O diminutivo Ronaldinho surgiu na Copa do Mundo de 1994, para distingui-lo de Ronaldão, companheiro mais velho. Já o apelido de Fenômeno foi forjado pela imprensa italiana, quando defendeu a camisa da Internazionale. Em seu auge, ficou conhecido pelas suas arrancadas, dribles e sua capacidade de finalização. Foi eleito o Melhor Jogador do Mundo pela FIFA em 1996, 1997 e 2002.
Iniciou seu caminho no esporte no futsal do Valqueire Tênis Clube, transferindo-se cedo para o Social Ramos Clube do Rio de Janeiro, para logo em seguida mudar-se para o São Cristóvão, também carioca. Porém, foi no Cruzeiro que se profissionalizou e alcançou a fama como atleta no segundo semestre de 1993, conquistando a Copa do Brasil e o Campeonato Mineiro. Seguiu os passos do compatriota Romário e iniciou sua carreira na Europa no PSV Eindhoven, sendo artilheiro da Eredivisie e campeão da Copa dos Países Baixos. Transferiu-se para o Barcelona em 1996, onde teve a melhor temporada de sua carreira em número de gols, conquistando a Supercopa da Espanha, a Copa do Rei e a Recopa Europeia, sendo escolhido como Melhor Jogador do Mundo pela FIFA e segundo melhor pela France Football no tradicional prêmio Ballon d'Or, sendo até hoje o mais jovem a receber o prêmio da entidade máxima do esporte, com apenas vinte anos de idade. Surpreendentemente, transferiu-se para a Internazionale no ano seguinte, quebrando o recorde da transferência mais cara da história até então. Foi eleito pela segunda vez como o melhor jogador do mundo em sua primeira temporada no clube, dessa vez tanto pela premiação da FIFA como na Bola de Ouro, também tornando-se o mais jovem vencedor da história do prêmio da revista francesa. Em 1998, um de seus anos mais goleadores, foi eleito como segundo Melhor do Mundo pela FIFA e como terceiro pela France Football. Na equipe italiana, venceu a Copa da UEFA mas não conseguiu nenhuma artilharia principalmente devido às suas constantes lesões entre 1999 e 2001.
Em agosto de 2002, o Real Madrid anunciou a compra do atacante, tornando-o um dos poucos futebolistas que estiveram dos dois lados do El Clásico. Pelo clube merengue, venceu a Copa Intercontinental de 2002, a Supercopa e a La Liga; além disso, foi eleito o Melhor do Mundo pela FIFA em 2002 e venceu a Ballon d'Or no mesmo ano. Seu último clube europeu foi o Milan: ao ingressar no clube em 2007, entrou para a história como um dos jogadores que atuou em ambas as equipes do Derby de Milão. Contudo, sua passagem foi curta devido à novas lesões, fazendo com que ele jogasse apenas 20 partidas em duas temporadas. Já no fim da carreira, foi anunciado pelo Corinthians em 2009, conquistando uma Copa do Brasil e um Campeonato Paulista. Jogou no clube até 2011, quando anunciou sua aposentadoria.
Com apenas 17 anos, na Copa do Mundo de 1994, nos Estados Unidos, integrou a Seleção Brasileira no seu tetracampeonato, embora não tenha entrado em campo. Ronaldo foi, ao lado de Rivaldo, um dos grandes nomes do vice-campeonato na Copa do Mundo FIFA de 1998, sendo eleito o melhor jogador da competição. Também foi protagonista na conquista do quinto título mundial da verde-amarela na Copa do Mundo de 2002, sendo artilheiro do torneio. Atrás apenas de Pelé e Neymar, é o terceiro maior goleador da história da Seleção Brasileira, com 67 gols, sendo durante oito anos, o maior goleador da história das Copas, com 15 gols, recorde superado apenas em 2014 pelo alemão Miroslav Klose.
Foi considerado pela revista Época um dos 100 brasileiros mais influentes do ano de 2009. Desde 2002, Ronaldo é Embaixador da Boa Vontade do Programa das Nações Unidas para o Desenvolvimento (PNUD/ONU). Ainda é embaixador do Corinthians e do Real Madrid. Foi membro do Conselho de Administração do Comitê Organizador Local da Copa do Mundo da FIFA Brasil 2014.

## Carreira

### Início
Nascido em Itaguaí no dia 18 de setembro de 1976, Ronaldo foi criado no bairro de Bento Ribeiro, onde teve uma infância pobre, embora não miserável. Apaixonado por futebol, costumava matar aulas para dançar no clube Valqueire Tênis Clube, perto de sua casa. Chegou a tentar treinar no Flamengo, mas por não ter dinheiro para pagar as quatro conduções até a sede do time, foi parar no São Cristóvão. Além de ser mais perto de sua casa, o próprio clube lhe deu dinheiro para o transporte.
Aos 14 anos, teve seu passe comprado pelos empresários Alexandre Martins e Reinaldo Pitta por 7 500 dólares. O jovem, que não conseguiu treinar no Flamengo, seria "perdido" por outros dois grandes clubes, Botafogo e São Paulo: para o alvinegro, o empresário Reinaldo Pitta quis doar 50% do passe do jovem, que teria uma boa vitrine. Com a negativa, Ronaldo foi oferecido por 25 mil reais ao tricolor, que quis pagar 15 mil.
Jairzinho o viu no São Cristóvão e pagou dez mil dólares pelo menino. Revendeu-o para uma ex-equipe sua, o Cruzeiro. A equipe mineira ficou convencida a aceitá-lo após Ronaldo salvar-se em meio à má campanha da Seleção Brasileira sub-17 que disputou no campeonato sul-americano da categoria, em que o garoto foi artilheiro com oito gols, enquanto o Brasil terminou em quarto lugar e fora do Campeonato Mundial Sub-17 de 1993, primeira e única vez em que o time não se classificou para o torneio.

### Cruzeiro
Foi com 16 anos que Ronaldo fez sua estreia no futebol profissional, defendendo o Cruzeiro, pelo Campeonato Brasileiro de 1993. Na Raposa, foi logo tratado como fora-de-série, sendo o primeiro atleta amador a viver na concentração dos profissionais. Antes do torneio nacional, Ronaldo havia disputado somente amistosos e partidas de nível local pelo Cruzeiro, além de acompanhar a delegação do time a Porto Alegre, onde ocorreria a decisão da Copa do Brasil, contra o Grêmio.
Seu primeiro gol pelo time profissional foi marcado em amistoso contra a equipe portuguesa d'Os Belenenses, cuja torcida o aplaudiu de pé ao fim da partida. Voltou da excursão por Portugal despertando interesses italianos, recebendo a primeira sondagem da Internazionale de Milão, recusada mesmo com proposta de 500 mil dólares — uma valorização de 1 000% do seu passe em cinco meses. Já a primeira exibição em rede nacional de televisão foi em 7 de setembro daquele ano, em um jogo do seu clube, Cruzeiro, contra o Corinthians.
Destaque da equipe cruzeirense naquele Brasileiro, Ronaldo marcou 12 gols no torneio nacional em 14 partidas, tendo sido o terceiro maior goleador da competição. Em uma de suas memoráveis partidas, no dia 7 de novembro o atacante marcou cinco gols contra o Bahia, humilhando o celebrado goleiro adversário, o uruguaio Rodolfo Rodríguez, que perdeu a bola para ele em um dos gols. Jogando também na equipe júnior, foi artilheiro do Cruzeiro na Supertaça Minas Gerais e tirou o clube de um jejum de quatro anos sem vencer o rival Atlético Mineiro na categoria.
Ainda naquele ano, o jovem Ronaldo sagrou-se artilheiro da Supercopa da Libertadores, com oito gols,[carece de fontes?] e foi convocado para jogar na Seleção Brasileira Sub-17. A decisão seguinte foi a Recopa Sul-Americana, contra o São Paulo. Nela, Ronaldo teve seu primeiro grande revés como profissional: a decisão encaminhou-se para os pênaltis e Zetti defendeu a cobrança do jovem, garantindo o título aos tricolores. O ano terminou com o seu passe valendo 10 milhões de dólares.
Na temporada seguinte, em 1994, Ronaldo seguiu mais uma vez como destaque do Cruzeiro. O atacante foi o artilheiro do Campeonato Mineiro, com 22 gols. Logo, o jovem jogador chamou a atenção de clubes europeus e, em uma transferência de 6 milhões de dólares, foi para o PSV Eindhoven, da Holanda. Ronaldo deixou o Cruzeiro pouco antes da Copa do Mundo de 1994, com uma expressiva marca de 44 gols em 47 partidas.

### PSV Eindhoven
No PSV, da Holanda, Ronaldo destacou-se mais uma vez como artilheiro, tendo marcado 54 gols em 57 partidas no total. Na Eredivisie, mesmo sem dominar a língua neerlandesa (o que lhe atrapalhava na comunicação com os colegas), foi artilheiro com 30 gols, doze a mais que o rival criado pela imprensa para ele, Patrick Kluivert, dois meses mais velho e jogador do Ajax. O Ajax, cujo forte time seria campeão da Liga dos Campeões da UEFA, acabaria campeão também da Eredivisie — o PSV terminou em terceiro.
A Internazionale continuava a rondar - ao final da temporada, em maio, um representante sondou os dirigentes do PSV, e o próprio vice-presidente foi conversar com o jogador na véspera de um Brasil e Uruguai (em que ele marcou os dois gols na vitória por 2–0). Os interistas, no momento, acabaram fechando com outro membro da delegação brasileira, Caio.
Ainda em 1995, seus primeiros problemas no joelho começaram a se manifestar. A primeira cirurgia ocorreria em fevereiro do ano seguinte, após uma ressonância magnética constatar inflamações nos joelhos e calcificação no direito, joelho em que passou então por uma "raspagem" na cartilagem. Apesar da recomendação de passar por uma recuperação lenta, no final de abril Ronaldo já estava de volta aos campos, mas frequentando o banco. A reserva imposta pelo técnico Dick Advocaat começou a irritá-lo. Ronaldo não perdoaria o treinador após ser usado apenas nos quinze minutos finais da decisão da Copa dos Países Baixos. O torneio foi conquistado, no que seria a última partida do jovem na equipe da Philips: voltaria dos Jogos Olímpicos de Verão de 1996 já como jogador do Barcelona.

### Barcelona

#### Eleito Melhor do Mundo
No meio daquele ano, Ronaldo transferiu-se para o Barcelona, da Espanha, por 20 milhões de dólares, à semelhança de sua dupla de ataque na Seleção Brasileira, Romário, outro a sair do PSV rumo ao Barça. Ronaldo faria jus ao dinheiro gasto: com atuações excepcionais, fechou o ano de 1996 com dezessete gols em vinte partidas. Acabaria eleito pela primeira vez o melhor jogador do mundo pela FIFA em 1996, se tornando o jogador mais jovem a ganhar o prêmio, com apenas 20 anos.
A temporada 1996–97, sua única pelo clube catalão, encerrou-se sem o título espanhol, que por dois pontos ficou com o rival Real Madrid. Ainda assim, Ronaldo foi o artilheiro do Campeonato Espanhol com 34 gols em 37 jogos, ganhando a Chuteira de Ouro da UEFA; e levantou a taça da Copa do Rei e da Recopa Europeia, com gol dele na decisão contra o Paris Saint-Germain. Feliz na Catalunha, foi com espanto que divulgou-se que a Internazionale finalmente conseguira acertar com ele, pagando a multa rescisória de 32 milhões de dólares; a razão teria sido a negação do presidente blaugrana Josep Lluis Núñez em aumentar o salário do atacante.

### Internazionale

#### Surge o apelido "Fenômeno"
Os empresários Pitta e Martins, que pediram pelo aumento, negociaram com outras equipes italianas, dentre elas Juventus e Lazio, até fechar com a Inter. Ronaldo estava na Noruega, onde o Brasil faria um amistoso contra a Seleção Norueguesa (perderia por 4–2), quando a transferência foi concretizada, e não escondeu a decepção em deixar o Barcelona. Ainda assim, declarou-se feliz com o desafio de jogar na Itália. O contrato seria assinado em Santa Cruz de la Sierra, na Bolívia, onde realizava-se a Copa América.

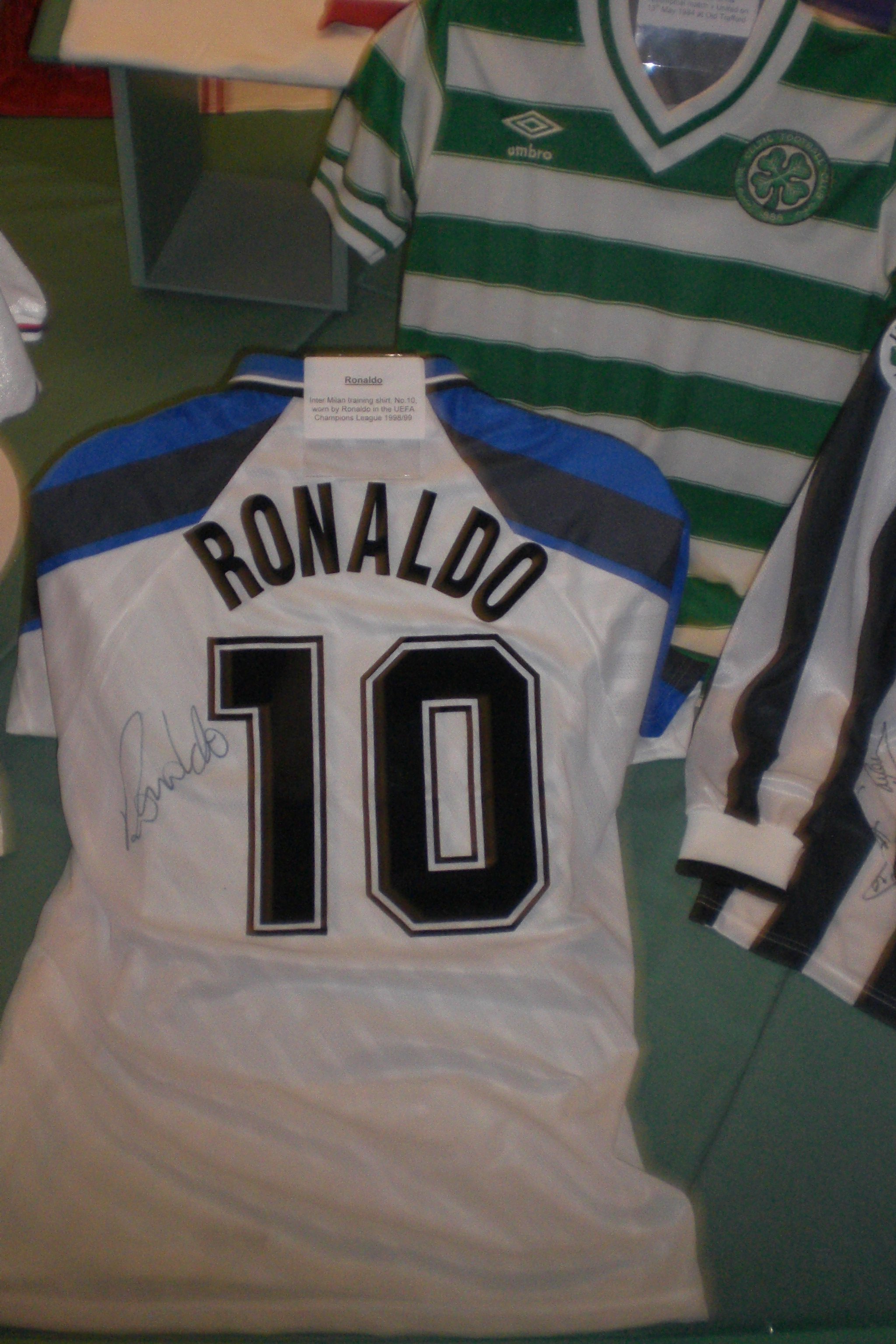
Foi na Inter que o Fenômeno viveu uma de suas piores crises, com a contusão em 2000 contra a Lazio, e de suas melhores glórias com a conquista da Copa do Mundo FIFA de 2002

A Inter não ganhava a Serie A havia sete anos e Ronaldo, usando a camisa 10 (o seu característico número 9 pertencia ao chileno Iván Zamorano) não decepcionou o clube: encerrou o ano de 1997 com quatorze gols em dezenove jogos oficiais. Assim, o atacante novamente foi eleito o melhor jogador do mundo pela FIFA, o que levou a entusiasmada imprensa italiana a apelidá-lo de Il Fenomeno. Recebeu também a Bola de Ouro da France Football (a publicação francesa o ignorara no ano anterior em favor do alemão Matthias Sammer).
Na Inter, Ronaldo continuou a fazer seus gols e terminou o campeonato na vice artilharia, com 25, dois a menos que o alemão Oliver Bierhoff, mas sendo o estrangeiro que mais gols fez em sua temporada de estreia na Serie A. Entretanto, o título seria polemicamente perdido para a arquirrival Juventus, em um confronto direto em que um pênalti não-marcado de Mark Iuliano sobre ele repercutiu por semanas no país. 1997–98 veria como consolação o título da Copa da UEFA.

#### As primeiras graves lesões
A temporada 1998–99 começou com a sua convulsão pouco antes da final da Copa do Mundo FIFA de 1998 ainda rendendo comentários. A Inter fez um campeonato ruim e viu o outro rival, o Milan, ganhar o título. Usando finalmente o número 9 (Zamorano ficou com a camisa 1+8), Ronaldo pouco jogaria pelos nerazzurri, por diversos fatores: ora tendinite, ora compromissos com patrocinadores (Brahma, Parmalat, Pirelli e Nike), ora a Seleção Brasileira. 1999–00 seria de menos partidas ainda: em jogo contra o Lecce, estourou o joelho e teria de esperar cinco meses para voltar aos gramados.
Ronaldo voltou no dia 12 de abril de 2000, uma semana após o nascimento de seu filho Ronald, em jogo válido pelas decisões da Copa da Itália, contra a Lazio. Mal entrou em campo, seu joelho direito cedeu no primeiro drible, saindo do lugar. No dia seguinte, iniciou nova recuperação, desta vez bem mais lenta: oito meses foram inicialmente previstos, que depois resultariam em quinze. 2001 veio e Ronaldo continuou sua volta gradual e cuidadosamente. Voltou a jogar oficialmente em partida da Copa da UEFA, contra o modesto Brașov, da Romênia. Pequenas contraturas e estiramentos, entretanto, impediram-no de jogar normalmente naquele ano.
A temporada 2001–02 prosseguiu com ele sendo utilizado ocasionalmente. A Inter liderava o campeonato e poderia finalmente quebrar o jejum, que se arrastava já havia doze anos. Na última rodada, a adversária seria a mesma Lazio que trazia más recordações ao atacante. Acaso ou não, a Internazionale perdeu por 2–4 e a taça parou na rival Juventus. Substituído no decorrer do jogo, Ronaldo chorou para as câmeras.
Tempos de mudança vieram após a surpreendente Copa do Mundo FIFA de 2002. Milão recebeu de braços abertos o comandante do pentacampeonato da Seleção Brasileira. Ronaldo, entretanto, começou a forçar a sua saída. A razão seria a permanência do técnico Héctor Cúper, a quem acusava de usá-lo em campo sem condições físicas. Ronaldo deixou a Inter tendo ganho apenas uma Copa da UEFA em cinco anos, com a torcida sentindo enorme ingratidão do brasileiro: para eles, o atacante virou Il Fuggitivo, ainda mais em função de que outra razão para a saída seria a insatisfação do jogador em receber menos que os colegas Álvaro Recoba e Christian Vieri.

### Real Madrid
Inicialmente, Ronaldo se ofereceu à sua ex-equipe, o Barcelona. Em crise, o clube catalão não podia arcar com a multa rescisória. O rival Real Madrid então veio e, por 45 milhões de euros, o levou em 31 de agosto de 2002, quando se esgotava o prazo para as inscrições na temporada 2002–03.
Estreou pelo clube merengue no dia 6 de outubro, em partida contra o Alavés, tendo marcado duas vezes na vitória por 4 a 2. Apesar da ótima estreia, sofreria com vaias nos jogos seguintes, em decorrência da frequência apenas razoável de gols, e também pelo fato de que seus substitutos contumazes — Fernando Morientes, Guti e Javier Portillo — costumarem marcar nos poucos minutos em que tinham em campo. Substituições, por sinal, frequentes: nos 35 primeiros jogos em que fez pelo Real, saiu no decorrer de 22 partidas.

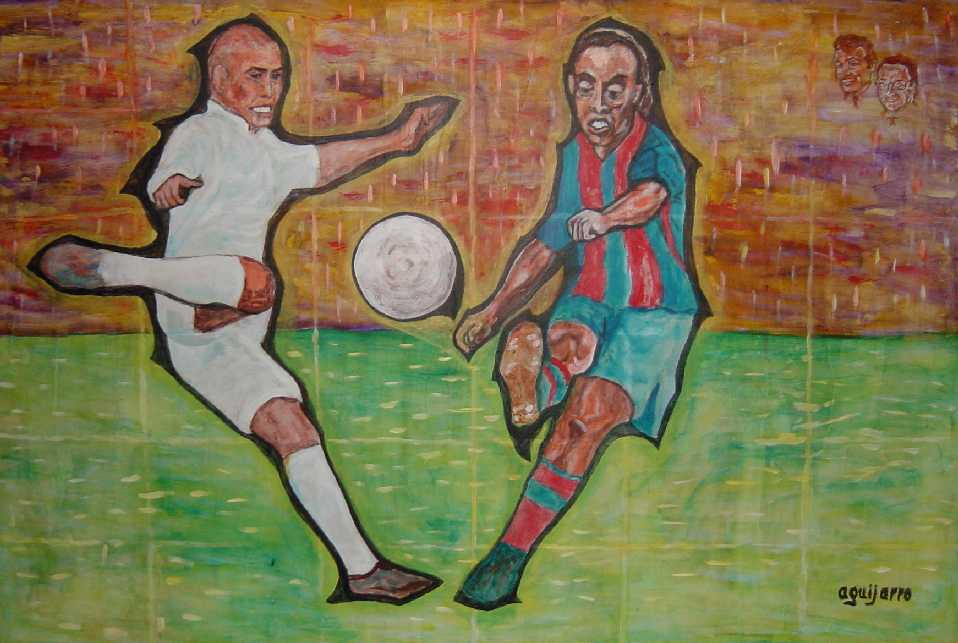
Pintura de Antonio Guijarro Morales, representando o El Clásico, com as imagens de Ronaldo Fenômeno, pelo Real Madrid e Ronaldinho Gaúcho, pelo Barcelona

Mesmo eleito pela terceira vez o melhor jogador do mundo pela FIFA ao final de 2002, as vaias só sossegaram após sua grande atuação contra o Manchester United, na Liga dos Campeões. Na casa do adversário, em Old Trafford, Ronaldo marcou três vezes na derrota por 4–3, que classificou o time às semifinais. Entretanto, novamente a Juventus apareceu-lhe: o clube italiano acabou eliminando os blancos nas semifinais. A frustração foi compensada com o título espanhol, o primeiro campeonato nacional em que Ronaldo saboreou conquistar. O troféu, disputado acirradamente com a Real Sociedad, foi garantido com vitória sobre o Athletic Bilbao com dois gols dele, que, com 23 tentos, foi o artilheiro da La Liga.
Ronaldo foi a terceira contratação galáctica do time madrilenho: os dois primeiros foram seu ex-colega de Barcelona, Luís Figo, em 2000, e o francês Zinédine Zidane, em 2001. O clube reunia ainda as estrelas mundiais Raúl e Roberto Carlos. A temporada de 2003–04 começou com um novo galáctico, este em que o peso das receitas de marketing eram assumidamente maiores do que o da técnica: David Beckham.
O estelar elenco acabaria naufragando nos torneios: ficou apenas em quarto no Espanhol, perdeu a decisão da Copa do Rei para o modesto Real Zaragoza e, na Liga dos Campeões, caiu ante ao futuro vice-campeão Monaco. O jejum continuou na de 2004–05 e 2005–06; para piorar, foram temporadas em que o rival Barcelona conseguiu o título espanhol em ambas, além da Liga dos Campeões na segunda.
A temporada 2006–07 começou sem Florentino Pérez na presidência, responsável pelas contratações galácticas, e com o clube preocupando-se em voltar aos títulos. Ronaldo passou a ser sombreado pela contratação do centroavante holandês Ruud van Nistelrooy. Sem chances com o treinador Fabio Capello e constantemente sendo alvo de críticas por conta do peso, o brasileiro decidiu deixar o Real no decorrer da temporada.

### Milan
Acertou sua volta a Milão, mas não na Internazionale e sim em um rival: o Milan. A transferência foi oficializada em 18 de janeiro de 2007 pela bagatela de 7,5 milhões de euros, e Ronaldo recebeu a camisa de número 99, já que a 9 pertencia a Filippo Inzaghi. O brasileiro estreou no dia 11 de fevereiro, numa vitória por 2 a 1 contra o Livorno, tendo saído do banco de reservas e entrado aos 18 minutos do segundo tempo, no lugar de Ricardo Oliveira. Marcou seus primeiros gols pelo rossonero no dia 17 de fevereiro, na vitória fora de casa por 4 a 3 contra o Siena, em jogo válido pela Serie A.
O Milan tinha poucas condições de vencer o Campeonato Italiano: iniciara a competição com oito pontos negativos, como punição do envolvimento do clube no que ficou conhecido como Calciocaos, escândalo de manipulação de resultados. Na Liga dos Campeões, Ronaldo não poderia jogar: o regulamento impedia que um mesmo jogador defenda duas equipes diferentes, e ele já havia atuado pelo Real; assim acabou assistindo das tribunas os colegas vencerem o torneio. No Milan, ele voltou a deixar crescer os cabelos, em uma forma de diferenciar-se dos tempos de Internazionale, onde ostentava uma careca bem raspada.
A estrutura do clube rossonero permitiu-lhe descobrir que possuía hipotiroidismo, razão de sua engorda. Ronaldo tratou o problema e iniciou a temporada 2007–08 cinco quilos e meio mais magro. O Fenômeno também formou um trio com os compatriotas Kaká e Alexandre Pato denominado Ka-Pa-Ro.
A promissora temporada, entretanto, acabaria para ele em 13 de fevereiro de 2008, num jogo contra o Livorno. Após substituir Alberto Gilardino no segundo tempo, Ronaldo, em sua primeira participação no jogo, acabou se lesionando na hora de um salto, saindo de campo em seguida chorando, em uma noite que relembrou a ocasião em que lesionou o joelho contra a Lazio, em 2000. A temporada 2007–08 encerrou-se com Ronaldo parado e desligado do Milan, que decidiu não renovar o seu contrato.

### Treinamento no Flamengo
Após sua saída do Milan, Ronaldo manifestou algumas vezes o desejo de defender o Flamengo. O craque chegou a treinar no clube da Gávea a partir de setembro para recuperar-se da cirurgia no joelho. Já havia sido sondado pelo time do coração no início do ano, quando o Flamengo estava fazendo propostas para a disputa da Copa Libertadores da América. Na ocasião, porém, as conversas não prosseguiram.
Já há vários dias no centro de treinamento do Flamengo, ao que parecia ele voltaria ao futebol europeu, onde havia boatos de sua contratação pelo Manchester City, da Inglaterra, e o Paris Saint-Germain, da França.

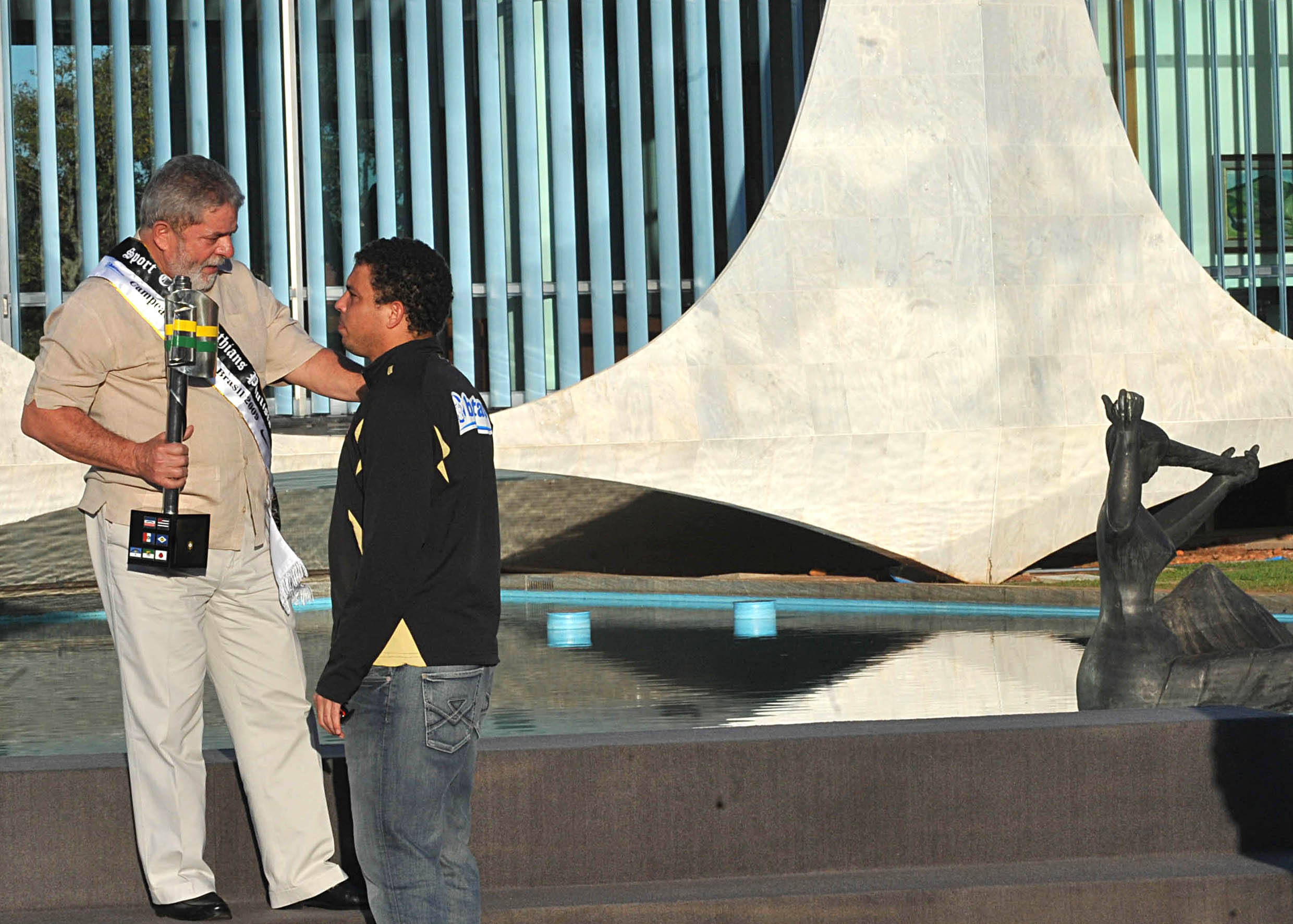
Ronaldo com o presidente do Brasil, Luiz Inácio Lula da Silva, em Brasília, no dia 2 de julho de 2009

### Corinthians
A princípio, o interesse do Corinthians na contratação de Ronaldo foi tratado como algo impossível no Parque São Jorge. Em uma reunião para falar sobre a permanência do meio-campista Morais na equipe corintiana, também empresariado por Fabiano Farah, o assunto Fenômeno surgiu na pauta. Após vários dias treinando na Gávea e sem receber nenhum projeto para ficar no clube, Ronaldo acertou a sua volta ao Brasil depois de 14 anos e acertou com o Corinthians. No dia 9 de dezembro de 2008, o anúncio da contratação do Fenômeno foi feito pelo presidente corintiano Andrés Sanchez através do site oficial do clube. Já no dia 12 de dezembro, a diretoria organizou uma festa pela chegada do jogador no clube com a presença de torcedores no Estádio Alfredo Schürig. Ronaldo assinou oficialmente o contrato em 17 de dezembro. De acordo com o contrato, o atacante receberia o valor fixo de 400 mil reais mais o valor do patrocínio na camisa do clube, onde 20% seriam do patrocinador principal e 80% da manga e calção.
Durante os primeiros dois meses no Corinthians, Ronaldo realizou trabalhos físicos para que pudesse ter condições para retornar aos gramados. Aos poucos, o jogador começou a treinar junto aos demais atletas do elenco corintiano e aumentavam as expectativas para sua reestreia no futebol brasileiro.
No dia 4 de março de 2009, Ronaldo fez seu retorno ao futebol em partida contra o Itumbiara, pela Copa do Brasil. O jogador, que começou o jogo entre os reservas, jogou por vinte e sete minutos durante o segundo tempo.

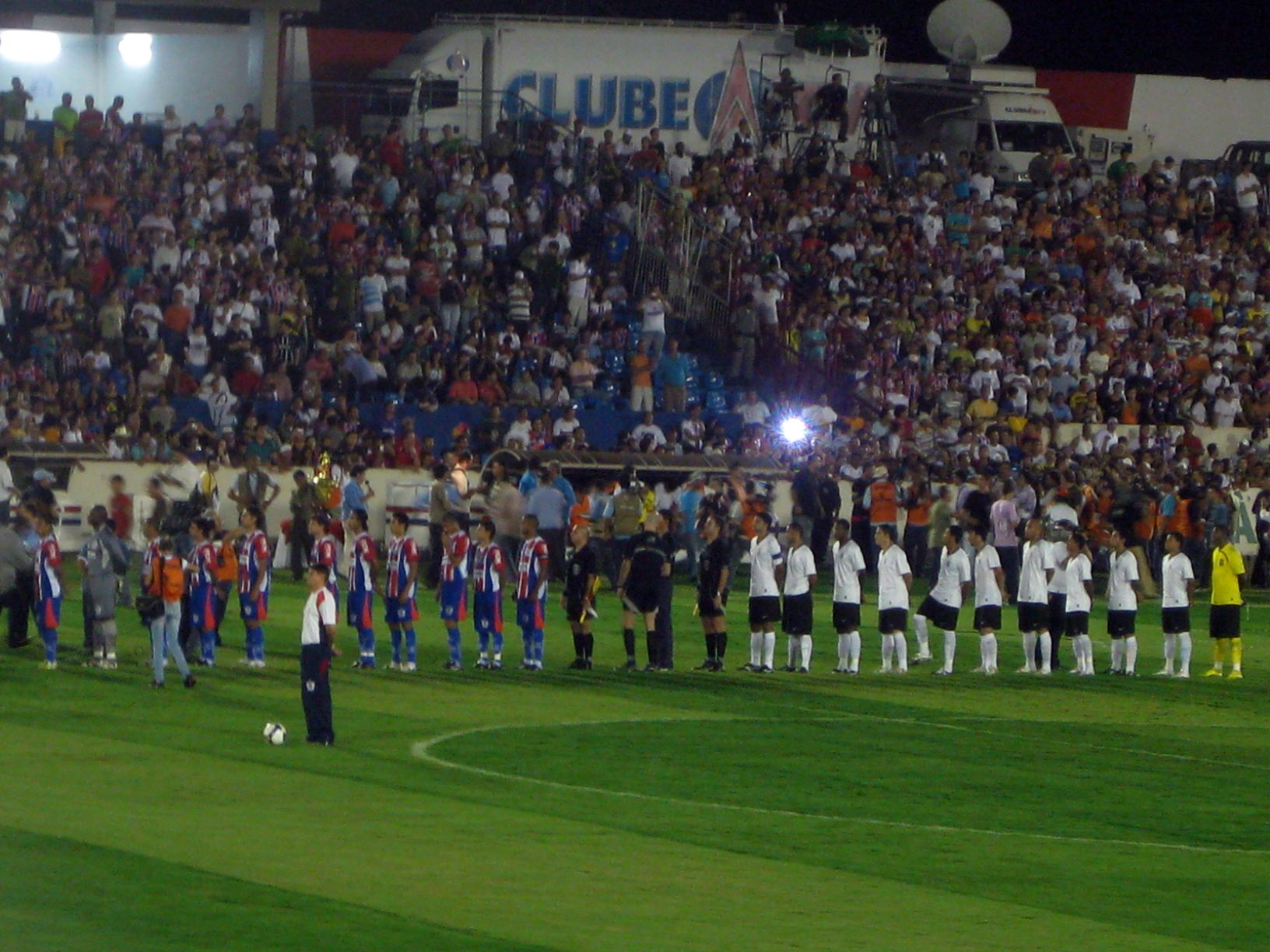
Contra o Itumbiara na Copa do Brasil de 2009, Ronaldo entrou aos 32 min. do 2º tempo e fez sua estreia pelo Timão

Na partida seguinte, um clássico contra o Palmeiras no dia 8 de março, válido pelo Campeonato Paulista, o técnico Mano Menezes novamente deixou Ronaldo entre os reservas e o colocou durante o segundo tempo. E aos 47 minutos da segunda etapa, o atacante marcou seu primeiro gol como jogador do Corinthians (de cabeça, após cobrança de escanteio realizada por Douglas), gol este que assegurou o empate contra a equipe palmeirense. O gol foi assunto em vários portais de notícias em todo o mundo. Três dias depois, em sua terceira partida após seu retorno ao futebol, contra o São Caetano, Ronaldo foi escalado pela primeira vez como titular. Além de jogar durante mais de 80 minutos, o atacante marcou o gol da vitória corintiana. Nesta campanha do Corinthians no Campeonato Paulista, Ronaldo mostrou-se um dos principais jogadores da equipe; mesmo muito acima do seu peso ideal, marcou oito gols nas dez partidas que disputou, e novamente chamou a atenção internacional por suas atuações destacadas, especialmente na segunda partida da semifinal contra o São Paulo e na decisão contra o Santos, onde o Corinthians sagrou-se campeão do Paulistão daquele ano. Ainda neste mesmo ano, foi fundamental para o título da Copa do Brasil, marcando um gol na partida de ida da decisão, contra o Internacional, e garantindo a vaga para a Copa Libertadores da América do ano seguinte. Finalizou sua primeira temporada no Timão com um total de 23 gols, sendo 12 deles pelo Campeonato Brasileiro.
O ano de 2010 não foi tão bom para Ronaldo. Em má forma e sofrendo com seguidas lesões, o Fenômeno entrou em campo poucas vezes naquele ano e viu o Corinthians ser eliminado pelo Flamengo na Libertadores, principal ambição do clube no ano de seu centenário. Neste ano, foram apenas 27 partidas realizadas pelo jogador, sendo onze pelo Campeonato Brasileiro, onde marcou seis gols.
Jogando com a camisa do Corinthians, Ronaldo foi campeão logo nos dois primeiros torneios que disputou: o Campeonato Paulista de 2009 e a Copa do Brasil. Além dos resultados esportivos, a parceria entre Ronaldo e Corinthians também rendeu fora de campo, onde o valor de patrocínio do clube chegou a 30 milhões de reais, maior valor pago a um clube brasileiro na história. Porém, o principal propósito do time corintiano, a Copa Libertadores da América, não foi conquistado pelo jogador, já que o time foi eliminado pelo Flamengo em 2010, devido à regra do gol fora de casa, e pelo Tolima em 2011, ainda na fase preliminar, conhecida como Pré-Libertadores.

### Aposentadoria
Após a desclassificação precoce na Copa Libertadores da América de 2011, Ronaldo não conseguiu mais suportar suas dores físicas, e decidiu anunciar oficialmente a sua aposentadoria em 14 de fevereiro de 2011, numa coletiva de imprensa. Segundo ele, sua aposentadoria se deu pelo fato de estar enfrentando seguidas lesões, inclusive revelando que sofria de hipotireoidismo, um distúrbio metabólico que desacelera o metabolismo e dificulta a perda de peso. O jogador afirmou que o problema poderia ser resolvido com ingestão de hormônios, porém, esta prática é proibida no futebol, e acarretaria numa suspensão por doping. Porém, médicos discordam que o tratamento seja confundido com doping. E o próprio médico do Corinthians afirmou que Ronaldo não tinha esta doença. O hipotireoidismo costuma ser associado a um leve ganho de peso (eminentemente por acúmulo de líquidos e não por aumento de gordura) e uma dificuldade para se livrar de quilos extras.
| “                                  | Depois de mais uma lesão, eu refleti muito em casa e decidi que era o momento. Que não ia esperar mais e tinha realmente dado o máximo que eu nunca imaginei que poderia chegar. É muito duro abandonar o que te deixa feliz, tem tanto amor e poderia seguir porque mentalmente e psicologicamente ainda quero muito. Mas também tenho que assumir algumas derrotas. Eu perdi para o meu corpo. | ” |
| — Ronaldo, sobre sua aposentadoria | |   |

## Seleção Nacional

### Início
Ronaldo recebeu as primeiras convocações para as Seleções de base do Brasil quando ainda estava no São Cristóvão. Foi artilheiro do Campeonato Sul-Americano Sub-17 na Colômbia, em 1993, sendo o único destaque individual do time que terminou apenas em quarto lugar e fora do Campeonato Mundial de Futebol Sub-17 de 1993. Recebeu a primeira chance na Seleção principal em março de 1994, às vésperas da Copa do Mundo FIFA de 1994, em jogo contra a Argentina.
Foi usado também em amistoso contra a Islândia em maio, o último antes da convocação a ser feita pelo técnico Carlos Alberto Parreira. Ronaldo marcou um dos gols na vitória por 3–0 e foi incluído pelo treinador entre os 22 convocados para a Copa do Mundo de 1994, desbancando o experiente Evair. Já nos Estados Unidos, entretanto, não agradou a Parreira nos treinamentos, e foi deixado de lado. Na decisão, muitos já pediam pelo garoto de dezessete anos, o mais jovem daquele mundial, mas Parreira preferiu chamar do banco Viola. Convocado para uma Copa do Mundo com apenas dezessete anos de idade, foi comparado ao compatriota Pelé, que estreou na competição com a mesma idade na Copa do Mundo de 1958.
Ainda assim, o jogador, campeão sem jogar, já despertava certezas de seu potencial. Enzo Bearzot, técnico da Itália na vitoriosa Copa do Mundo de 1982, já o chamava de "Fenômeno", e o pensamento geral era de que o garoto triunfaria na Copa seguinte. Um ano depois, Ronaldo conseguiu seu primeiro troféu com a Seleção principal, em um torneio amistoso organizado pela Umbro entre as Seleções cujos uniformes eram feitos pela empresa britânica. Ele marcou um dos gols no 3–1 contra a Inglaterra, em pleno Wembley, na decisão. Em 1995, ainda sem espaço, integrou o grupo que disputou e perdeu a Copa América daquele ano, para o anfitrião Uruguai.
Já com o seu lugar na Seleção, retornou com a delegação brasileira aos Estados Unidos, agora para participar das Olimpíadas de 1996. Devido à recuperação da lesão que lhe tirara lugar no PSV, Ronaldo foi poupado da partida inaugural, com o técnico Zagallo escalando Sávio em seu lugar. Com a derrota do Brasil para o Japão, foi escalado como titular já no segundo jogo. Nos Jogos de Atlanta, Ronaldo marcaria cinco gols e seria um dos poucos poupados quando o Brasil caiu nas semifinais perante a Nigéria, restando um bronze decepcionante.

### Como a grande estrela
Um ano depois, agora uma estrela mundial, vindo de grande temporada no Barcelona, Ronaldo jogou a Copa América de 1997 e voltou campeão, com cinco gols marcados, jogando contra a anfitriã, a Bolívia, na altitude de La Paz (em que ele marcou uma vez na vitória de 3–1). Pouco depois, participou ativamente do primeiro título do Brasil na Copa das Confederações de 1997. Todavia, tinha de conviver em meio à conquista com um séquito de jornalistas à caça de sua imagem, tirando-lhe bastante espaço, tranquilidade e calma. Um ano depois, sendo o principal personagem e referência da Seleção — ainda mais após o corte de Romário —, jogou pela primeira vez uma Copa do Mundo FIFA.
Em um amistoso pela Seleção do Resto do Mundo em 1997, ao lado de Gabriel Batistuta no ataque, Ronaldo teve grande atuação e conduziu o Resto do Mundo a uma goleada por 5–2 contra a Seleção da Europa, com dois gols de cada. Os europeus tinham nomes como Fernando Hierro, Alessandro Costacurta, Zinédine Zidane e Patrick Kluivert.
O Mundial da França, em 1998, prometia ser a consagração do atacante brasileiro. Ronaldo, que foi ao torneio como duas vezes o Melhor Jogador do Mundo pela FIFA, marcou quatro vezes: um gol contra o Marrocos (3–0), na primeira fase; dois contra o Chile (4–1), nas oitavas; e um contra a Holanda (1–1), nas semifinais, tendo ainda acertado a sua cobrança na decisão por pênaltis nesta partida. Tudo isso a despeito de sofrer com lesões na perna (que ele tratava com analgésicos), agravadas na partida contra o Marrocos; na Copa de 1998, Ronaldo deu arranques curtos seguidos por períodos de quase apatia em campo. A mídia também não ajudava: durante o torneio, mais de mil jornalistas andavam atrás do astro, bem como os patrocinadores.
Horas antes da decisão, contra a anfitriã França, Ronaldo foi abatido por uma misteriosa convulsão, diagnosticada desde como estresse até como ataque epilético. Deixou o hospital onde foi levado apenas 75 minutos antes da partida. Vendo que seu principal jogador não tinha condições de jogo, Zagallo optou por escalar Edmundo em seu lugar, mas o próprio Ronaldo apareceu, a 40 minutos do início da partida, declarando-se apto, o que dividiu o grupo entre aqueles que defendiam não mais alterações na escalação, já divulgada, como aqueles que queriam a inclusão do Fenômeno entre os finalistas titulares.
Ronaldo mal andou em campo, apenas observando os franceses ganharem por 3–0 e levarem pela primeira vez a Copa. O assunto continuou a render por muito tempo, sendo abordado até quando Ronaldo foi chamado a comparecer em uma CPMI, em 2001. Uma provável causa foi os altos níveis de estresse decorrentes da pressão exercida pela imprensa, patrocinadores e da torcida brasileira, que esperava muito dele. Segundo o jornalista Jorge Kajuru, Ronaldo tomava Xylocaina, um remédio para alívio da dor, e o médico da Seleção Brasileira, Lídio Toledo, "estava gagá" ao permitir a aplicação do remédio, pois na bula do medicamento consta convulsão como um dos efeitos colaterais.
Como na Copa de 1998, na Copa América de 1997 e nas Olimpíadas de 1996, marcou outros cinco gols na Copa América de 1999, dois deles contra os rivais Argentina (2–1, quartas de final) e Uruguai (3–0, decisão). Afastado dos jogos da Internazionale devido ao joelho estourado, acabou não chamado para a Copa das Confederações de 1999, em que o Brasil perdeu o título para o México. Seguidas lesões no joelho, a mais grave em 2000, foram lhe afastando também da Seleção.

### Renascendo para a Seleção Brasileira
Sem ritmo de jogo e com uma imensa cicatriz no joelho direito, foi ainda assim chamado para a Copa do Mundo FIFA de 2002 por Luiz Felipe Scolari. Depois de dois anos, voltou a jogar pela Seleção em março, num amistoso contra a Iugoslávia. Voltou a marcar no final de maio, numa goleada por 4–0 contra a Malásia. A Copa veio e o Fenômeno ressurgiu, marcando oito vezes, deixando de anotar um tento apenas contra a Inglaterra. A artilharia do mundial incluiu os dois gols na decisão, contra a Alemanha.

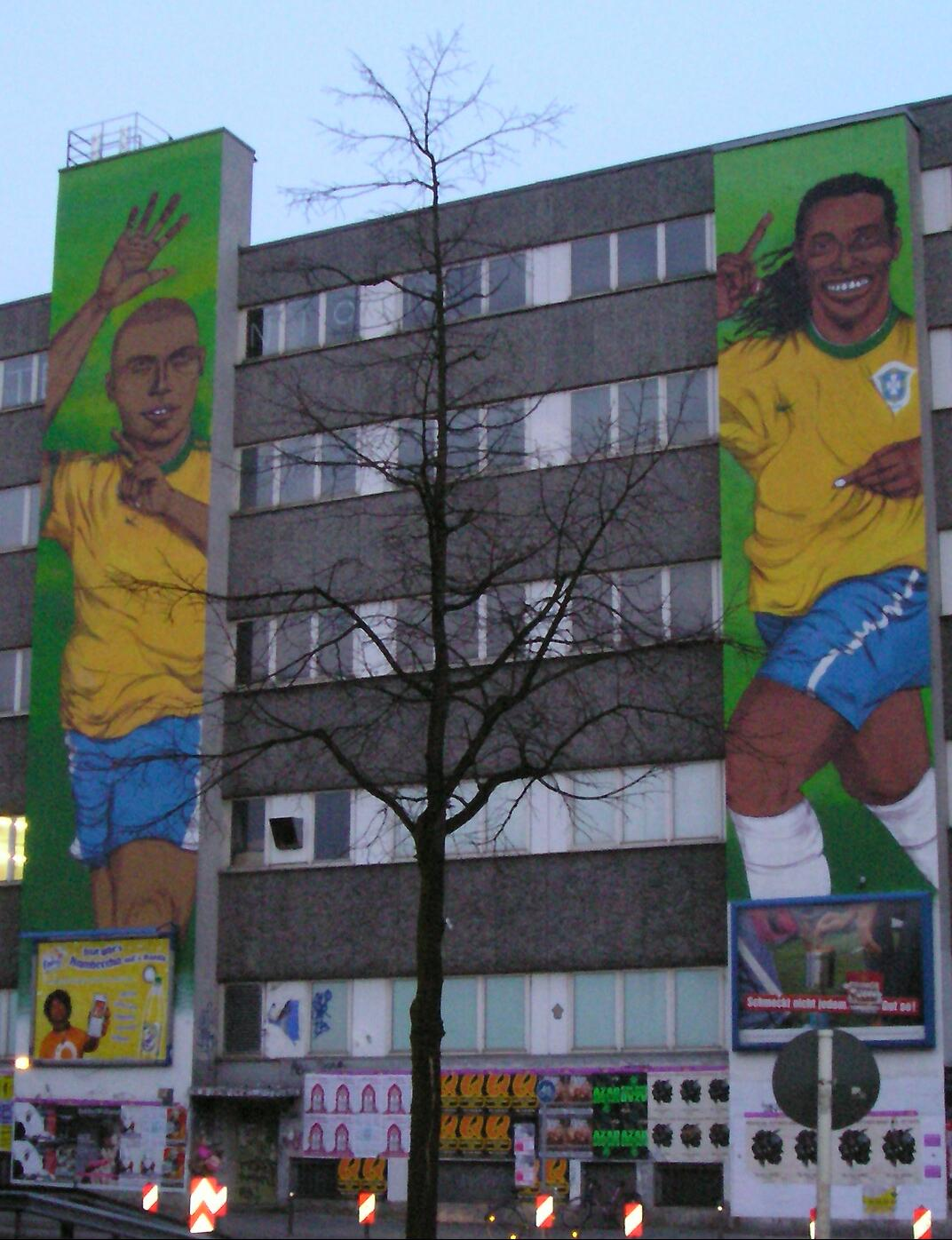
Fachada do prédio Oberbaumbrücke em Berlin-Kreuzberg, na Alemanha, que retrata Ronaldo e Ronaldinho com a camisa da Seleção Brasileira

A campanha na Copa foi determinante para que ele voltasse a ser levado seriamente, bem como para que recebesse pela terceira vez o prêmio de Melhor Jogador do Mundo pela FIFA, ao final do ano.
Nas Eliminatórias para a Copa do Mundo de 2006, Ronaldo marcou dez gols e deu seis assistências, repetindo assim Tostão em 1970 e Zico em 1978 como artilheiro e líder de assistências do Brasil em uma Eliminatória Sul-Americana. O atacante voltou a ser intocável na Seleção, o que incluiu regalias dadas pelo técnico Carlos Alberto Parreira, que o dispensava de competições menos priorizadas, costumando chamá-lo apenas para as Eliminatórias. Quatro anos se passaram sem que Ronaldo disputasse algum torneio pelo Brasil, só sendo chamado por conta do Mundial da Alemanha. Na ocasião, ele já não era a maior estrela do Brasil, e sim seu xará e fã Ronaldinho Gaúcho, com quem compunha o "Quadrado Mágico", ao lado de Kaká e Adriano.

### A decepção na Alemanha
O Brasil apresentou um futebol abaixo das expectativas na Copa, com Ronaldo tendo ido ao torneio longe da melhor forma física. Segundo o preparador físico Moraci Sant'Anna, o atacante tinha o maior índice de massa corporal entre os 736 jogadores do mundial. Ainda assim, demonstrou lampejos de craque, balançando as redes três vezes. O terceiro deles, que o fez ultrapassar o alemão Gerd Müller e tornar-se, com a soma de quinze gols, o maior artilheiro das Copas do Mundo, surgiu em bela jogada individual em que driblou o goleiro de Gana. A partida, válida pelas oitavas de final, terminou com vitória canarinha por 3–0 e abriu esperanças de uma revanche contra a França de Zinédine Zidane, carrasco do mundial de 1998 e companheiro de Ronaldo no Real Madrid.
Os brasileiros, entretanto, jogaram apaticamente contra os franceses, e Zidane exibiu sua melhor forma, chegando a realizar um chapéu em Ronaldo. O Brasil terminou eliminado ali e o Fenômeno foi um dos crucificados pela interrupção do sonhado hexacampeonato, não sendo mais chamado para a Seleção desde então.
Em 2009, após Ronaldo se destacar novamente jogando no Corinthians, vários jogadores e especialistas pediram a volta dele à Seleção, mas o então técnico Dunga preferiu não trazê-lo de volta.

### Despedida
Em 2011, Ronaldo fez seu jogo de despedida da Seleção em um amistoso contra a Romênia, em São Paulo, que terminou com vitória do Brasil por 1–0. Com atuação apagada, o atacante só jogou dos 30 aos 45 minutos do primeiro tempo.

## Estilo de jogo
Ronaldo é frequentemente considerado como um dos melhores jogadores de todos os tempos, alguns o colocando como o melhor "camisa 9" da história. Apelidado de Il Fenomeno (o fenômeno, em tradução livre) pela imprensa italiana, ele era um prolífico goleador e, apesar de ser um centroavante, tinha a capacidade de distribuir assistências para seus companheiros graças a sua inteligência, visão de jogo e habilidade em passes. O brasileiro era um jogador extremamente rápido e técnico, com excelente movimentação, capacidade para driblar adversários e finalizar jogadas. Apesar de destro, também tinha facilidade com a esquerda. O ex-atacante francês Thierry Henry afirmou que:
| “ | Ronaldo fez coisas que ninguém havia visto antes. Ele, ao lado de Romário e George Weah, reinventou a posição de centroavante. Foram os primeiros a sair da área, pegar a bola no meio-campo, avançar, atrair e confundir os zagueiros com suas arrancadas, acelerações e dribles. | ” |

## Polêmicas

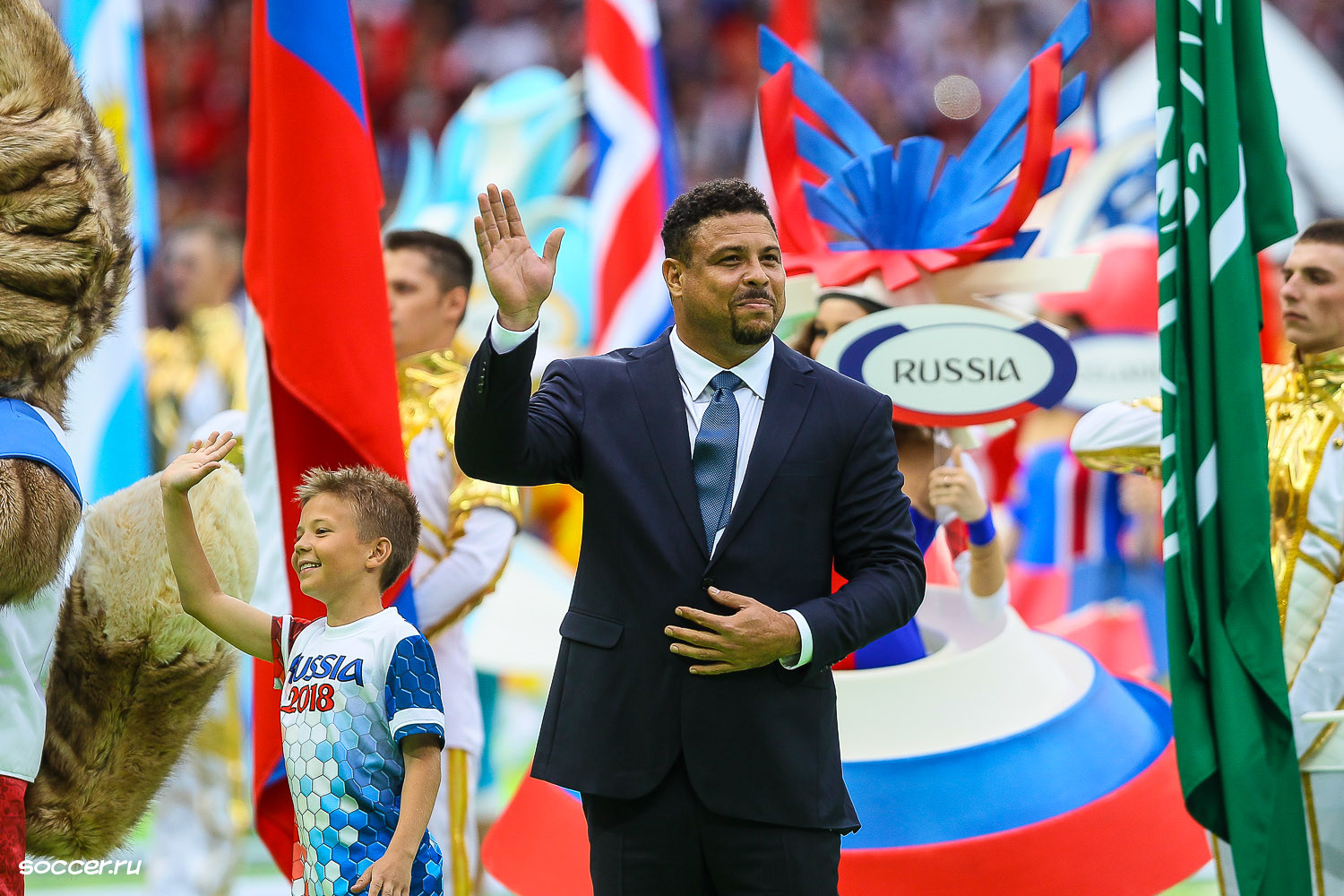
Ronaldo na cerimônia de abertura da Copa do Mundo FIFA de 2018

Nas passagens pelos clubes Real Madrid, Milan e Corinthians, Ronaldo conviveu com diversas críticas por seu excesso de peso, presença em festas e até mesmo pelo fato de ser fumante. O treinador italiano Fabio Capello, que o comandou no Real entre 2006 e 2007, declarou anos depois:
| “ | O maior talento que treinei foi Ronaldo, o ‘Gordo’. E ao mesmo tempo foi quem mais me criou problemas no vestiário. Em fevereiro de 2007 resolvi dispensá-lo, pois era uma pessoa que gostava de festas e envolvia o grupo. Silvio Berlusconi me ligou um dia para me pedir conselhos sobre uma hipotética contratação. Eu o aconselhei a não fazer isso, dizendo que ele era um festeiro e que só pensava em mulheres. Berlusconi me disse: "ok, obrigado, Fabio". No dia seguinte, Ronaldo assinou com o Milan. | ” |

Em 1998, o fisioterapeuta Nilton Petroni, mais conhecido como Filé, deu entrevista afirmando que "desde que foi operado, antes dos Jogos Olímpicos, Ronaldo precisava de exercícios especiais para fortalecer a musculatura, pois sofreu a cirurgia ainda muito menino". Segundo Lídio Toledo, médico da Seleção Brasileira, Ronaldo tinha uma instabilidade na rótula do joelho. Esse problema foi causado por desenvolvimento muscular acelerado. Em 2000, o escritor italiano Enzo Palladini afirmou que o "mistério" sobre a primeira grande lesão de Ronaldo no joelho estava ligada ao rápido crescimento do esqueleto e dos músculos no período em que morou na Holanda e foi explicada pelo médico Bernardino Santi, coordenador da estrutura antidoping da CBF, que admitiu o uso de esteroides por parte do atleta e que "seus músculos se tornaram incompatíveis com a estrutura óssea de seus joelhos". Entre os suplementos vitamínicos tomados no período, estariam anabolizantes que geraram o crescimento "fora do que a natureza havia fornecido".
Durante toda sua carreira, a grande polêmica protagonizada por Ronaldo aconteceu na madrugada do dia 28 de abril de 2008, quando passava férias no Rio de Janeiro. Depois de uma festa na Barra da Tijuca, na zona oeste da cidade, na qual comemorava uma vitória do Flamengo, o jogador passou pela orla da Barra e chamou a travesti Andréia Albertini, a quem levou para o motel Papillon. Ao casal se juntaram ainda outras duas mulheres transgênero. Ainda no motel, Andréia decidiu chantagear Ronaldo. No fim de 2008, o caso chegou aos tribunais. Andréia chegou a dizer que Ronaldo procurava drogas e posteriormente foi acusada formalmente por extorsão contra o jogador.
Em seus últimos meses de Corinthians, o atacante sofreu severas críticas da torcida, que cobrava mais empenho e dedicação. Em seguida, após se aposentar, passou ser questionado por suas relações políticas e comerciais com o dirigente Ricardo Teixeira.

## Pós-carreira

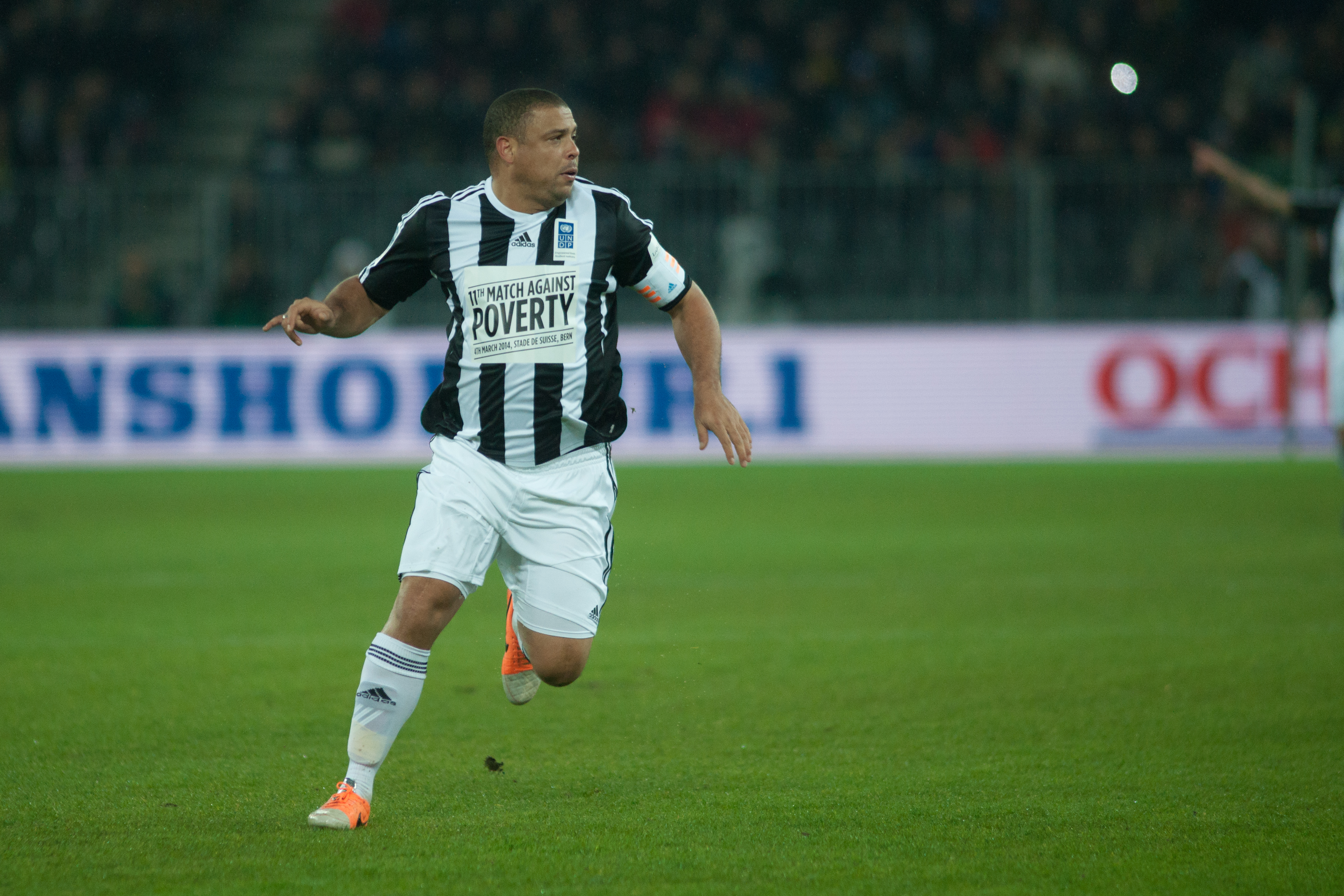
Ronaldo atuando na partida beneficente "Futebol Contra a Pobreza", em março de 2014

Após sua aposentadoria da carreira como futebolista, em fevereiro de 2011, Ronaldo passou a dedicar-se ao ramo empresarial, fundando a 9ine, uma empresa de marketing esportivo responsável por gerenciar carreiras de esportistas. Atualmente, a agência conta com nomes de peso do esporte mundial, como os também futebolistas Neymar, Ganso e o lutador Anderson Silva. O "Fenômeno" já anunciou que futuramente a empresa pretendia expandir seus negócios e agenciar também artistas e cantores.
No dia 1 de dezembro de 2011, o presidente da Confederação Brasileira de Futebol (CBF), Ricardo Teixeira, confirmou que Ronaldo seria também membro do Comitê Organizador Local da Copa do Mundo FIFA de 2014, realizada no Brasil.
| “ | Esse Ronaldo que o povo brasileiro idolatra é voz perfeita para o momento de conciliação em torno da Copa de 2014. | ” |
| — Ricardo Teixeira, durante a confirmação de Ronaldo como membro do comitê organizador da Copa do Mundo de 2014 | |   |

A função de Ronaldo na organização da Copa do Mundo foi, de fato, importante. Além de receber apoio do então Ministro do Esporte, Aldo Rebelo, o então presidente da FIFA, Joseph Blatter, também declarou em 2011 que estava muito satisfeito com o "compromisso de Ronaldo de contribuir para o sucesso da Copa do Mundo". Três anos depois, a poucos dias do início do torneio, o ex-jogador disse que se sentia "envergonhado" pelos atrasos nas obras e pela burocracia na organização da competição no país.
Ronaldo foi sócio majoritário do Cruzeiro, time que o revelou, e atualmente é sócio majoritário do Valladolid, da La Liga Espanhola. No dia 29 de abril de 2024, o ex-jogador vendeu 90% das ações do Cruzeiro Esporte Clube SAF para o empresário mineiro Pedro Lourenço.

## Vida pessoal
Filho caçula de Sônia dos Santos Barata e Nélio Nazário de Lima, Ronaldo possui dois irmãos: Ione e Nélio Nazário de Lima Júnior (também conhecido como Nelinho). Atualmente casado com a modelo Celina Locks, com quem começou a namorar em 2015, Ronaldo já foi casado três vezes: com a também ex-jogadora Milene Domingues, com a apresentadora Daniella Cicarelli e com a ex-modelo Beatriz Antony. O ex-jogador possui quatro filhos: Ronald, filho de Milene Domingues, Alex, fruto de um relacionamento com a fisiculturista Michele Umezu, e Maria Sophia e Maria Alice, filhas de Bia Antony.
Embaixador da casa de apostas Betfair, em agosto de 2023 Ronaldo participou de uma campanha de marketing na qual simula ser jogador da Argentina. No mês seguinte, aos 46 anos, foi batizado na Igreja Católica pelo padre Fábio de Melo.
Em 27 de março de 2024, Ronaldo recebeu o título de cidadão honorário de Minas Gerais e se declarou ao Cruzeiro. A honraria foi entregue em cerimônia na Assembleia Legislativa.

## Estatísticas
Abaixo estão as estatísticas de Ronaldo ao longo de toda a sua carreira, atualizadas até a data da sua aposentadoria

### Clubes
| Equipe            | Temporada         | Campeonato nacional | Campeonato nacional | Copas nacionais | Copas nacionais | Competições continentais[a] | Competições continentais[a] | Outros torneios[b] | Outros torneios[b] | Total | Total |
| Equipe            | Temporada         | Jogos               | Gols                | Jogos           | Gols            | Jogos                       | Gols                        | Jogos              | Gols               | Jogos | Gols  |
| ----------------- | ----------------- | ------------------- | ------------------- | --------------- | --------------- | --------------------------- | --------------------------- | ------------------ | ------------------ | ----- | ----- |
| Cruzeiro          | 1993              | 15                  | 12                  | —               | —               | 4                           | 8                           | 10                 | 8                  | 29[c] | 28    |
| Cruzeiro          | 1994              | ---                 | 22                  | —               | —               | 8                           | 1                           | 21                 | 27                 | 29    | 28    |
| Cruzeiro          | Total             | ---                 | 34                  | —               | —               | 12                          | 9                           | 31                 | 35                 | 58[c] | 56    |
| PSV Eindhoven     | 1994–95           | 33                  | 30                  | 1               | 2               | 2                           | 3                           | —                  | —                  | 36    | 35    |
| PSV Eindhoven     | 1995–96           | 13                  | 12                  | 3               | 1               | 5                           | 6                           | —                  | —                  | 21    | 19    |
| PSV Eindhoven     | Total             | 46                  | 42                  | 4               | 3               | 7                           | 9                           | —                  | —                  | 57    | 54    |
| Barcelona         | 1996–97           | 37                  | 34                  | 5               | 8               | 7                           | 5                           | —                  | —                  | 49    | 47    |
| Barcelona         | Total             | 37                  | 34                  | 5               | 8               | 7                           | 5                           | —                  | —                  | 49    | 47    |
| Internazionale    | 1997–98           | 32                  | 25                  | 4               | 3               | 11                          | 6                           | —                  | —                  | 47    | 34    |
| Internazionale    | 1998–99           | 19                  | 14                  | 3               | 0               | 6                           | 1                           | —                  | —                  | 28    | 15    |
| Internazionale    | 1999–00           | 7                   | 3                   | 1               | 0               | 0                           | 0                           | —                  | —                  | 8     | 3     |
| Internazionale    | 2001–02           | 10                  | 7                   | 1               | 0               | 5                           | 0                           | —                  | —                  | 16    | 7     |
| Internazionale    | Total             | 68                  | 49                  | 9               | 3               | 22                          | 7                           | —                  | —                  | 99    | 59    |
| Real Madrid       | 2002–03           | 31                  | 23                  | 1               | 0               | 12                          | 7                           | —                  | —                  | 44    | 30    |
| Real Madrid       | 2003–04           | 32                  | 24                  | 7               | 3               | 9                           | 4                           | —                  | —                  | 48    | 31    |
| Real Madrid       | 2004–05           | 34                  | 21                  | 1               | 0               | 10                          | 3                           | —                  | —                  | 45    | 24    |
| Real Madrid       | 2005–06           | 23                  | 14                  | 2               | 1               | 2                           | 0                           | —                  | —                  | 27    | 15    |
| Real Madrid       | 2006–07           | 7                   | 1                   | 2               | 1               | 4                           | 2                           | —                  | —                  | 13    | 4     |
| Real Madrid       | Total             | 127                 | 83                  | 13              | 5               | 37                          | 16                          | —                  | —                  | 177   | 104   |
| Milan             | 2006–07           | 14                  | 7                   | 0               | 0               | 0                           | 0                           | —                  | —                  | 14    | 7     |
| Milan             | 2007–08           | 6                   | 2                   | 0               | 0               | 0                           | 0                           | —                  | —                  | 6     | 2     |
| Milan             | Total             | 20                  | 9                   | 0               | 0               | 0                           | 0                           | —                  | —                  | 20    | 9     |
| Corinthians       | 2009              | 20                  | 12                  | 8               | 3               | —                           | —                           | 10                 | 8                  | 38    | 23    |
| Corinthians       | 2010              | 11                  | 6                   | —               | —               | 7                           | 3                           | 9                  | 3                  | 27    | 12    |
| Corinthians       | 2011              | -                   | -                   | —               | —               | 2                           | 0                           | 2                  | 0                  | 4     | 0     |
| Corinthians       | Total             | 31                  | 18                  | 8               | 3               | 9                           | 3                           | 21                 | 11                 | 69    | 35    |
| Total na Carreira | Total na Carreira | 343                 | 247                 | 39              | 22              | 94                          | 50                          | 52                 | 46                 | 529   | 364   |

- a. ^ Na categoria Continental estão incluídos jogos da Copa Libertadores da América, Supercopa Sul-Americana, Recopa Sul-Americana, Liga dos Campeões da UEFA e Recopa Europeia
- b. ^ Na categoria Outros torneios estão incluídos jogos do Campeonato Mineiro e Campeonato Paulista e amistosos
- c. ^ No dia 26 de setembro de 1993, Ronaldo participou da partida entre Cruzeiro e São Paulo, que foi válida tanto pelo Campeonato Brasileiro quanto pela Recopa Sul-Americana.

### Seleção Brasileira
| Ano   |       |      |       |
| Ano   | Jogos | Gols | Média |
| ----- | ----- | ---- | ----- |
| 1994  | 4     | 1    | 0,25  |
| 1995  | 7     | 3    | 0,42  |
| 1996  | 5     | 4    | 0,80  |
| 1997  | 20    | 15   | 0,75  |
| 1998  | 11    | 5    | 0,45  |
| 1999  | 11    | 9    | 0,81  |
| 2002  | 13    | 11   | 0,84  |
| 2003  | 8     | 3    | 0,37  |
| 2004  | 12    | 8    | 0,66  |
| 2005  | 5     | 1    | 0,20  |
| 2006  | 8     | 7    | 0,87  |
| 2011  | 1     | 0    | 0     |
| Total | 105   | 67   | 0,63  |

Expanda a caixa de informações para conferir todos os jogos deste jogador, pela sua seleção nacional.
|      | Data                    | Local                                              | Resultado | Adversário           | Gol(s) | Competição                  |
| ---- | ----------------------- | -------------------------------------------------- | --------- | -------------------- | ------ | --------------------------- |
| 1.   | 23 de março de 1994     | Estádio do Arruda, Recife                          | 2–0       | Argentina            | 0      | Amistoso                    |
| 2.   | 4 de maio de 1994       | Ressacada, Florianópolis                           | 3–0       | Islândia             | 1      | Amistoso                    |
| 3.   | 8 de junho de 1994      | Qualcomm Stadium, San Diego                        | 8–2       | Honduras             | 0      | Amistoso                    |
| 4.   | 23 de dezembro de 1994  | Estádio Olímpico Monumental, Porto Alegre          | 2–0       | Iugoslávia           | 0      | Amistoso                    |
| 5.   | 27 de abril de 1995     | Estádio de Mestalla, Valência                      | 4–2       | Valencia             | 0      | Amistoso                    |
| 6.   | 17 de maio de 1995      | Estádio Ramat Gan, Ramat Gan                       | 2–1       | Israel               | 0      | Amistoso                    |
| 7.   | 4 de junho de 1995      | Villa Park, Birmingham                             | 1–0       | Suécia               | 0      | Copa Umbro 1995             |
| 8.   | 6 de junho de 1995      | Goodison Park, Liverpool                           | 3–0       | Japão                | 0      | Copa Umbro 1995             |
| 9.   | 11 de junho de 1995     | Estádio de Wembley, Londres                        | 3–1       | Inglaterra           | 1      | Copa Umbro 1995             |
| 10.  | 7 de julho de 1995      | Estádio Atilio Paiva Olivera, Rivera               | 1–0       | Equador              | 0      | Copa América 1995           |
| 11.  | 11 de outubro de 1995   | Fonte Nova, Salvador                               | 2–0       | Uruguai              | 2      | Amistoso                    |
| 12.  | 26 de junho de 1996     | Arena Unimed Sicoob, Cariacica                     | 3–1       | Polónia              | 0      | Amistoso                    |
| 13.  | 28 de agosto de 1996    | Estádio Dínamo de Moscou, Moscovo                  | 2–2       | Rússia               | 1      | Amistoso                    |
| 14.  | 31 de agosto de 1996    | Amsterdam Arena, Amsterdã                          | 2–2       | Países Baixos        | 0      | Amistoso                    |
| 15.  | 16 de outubro de 1996   | Albertão, Teresina                                 | 3–1       | Lituânia             | 3      | Amistoso                    |
| 16.  | 18 de dezembro de 1996  | Vivaldão, Manaus                                   | 1–0       | Bósnia e Herzegovina | 1      | Amistoso                    |
| 17.  | 26 de fevereiro de 1997 | Estádio Serra Dourada, Goiânia                     | 4–2       | Polónia              | 2      | Amistoso                    |
| 18.  | 2 de abril de 1997      | Mané Garrincha, Brasília                           | 4–0       | Chile                | 2      | Amistoso                    |
| 19.  | 30 de abril de 1997     | Miami Orange Bowl, Miami                           | 4–0       | México               | 0      | Amistoso                    |
| 20.  | 30 de maio de 1997      | Ullevaal Stadion, Oslo                             | 2–4       | Noruega              | 0      | Amistoso                    |
| 21.  | 3 de junho de 1997      | Stade de Gerland, Lyon                             | 1–1       | França               | 0      | Torneio da França 1997      |
| 22.  | 8 de junho de 1997      | Stade de Gerland, Lyon                             | 3–3       | Itália               | 1      | Torneio da França 1997      |
| 23.  | 10 de junho de 1997     | Estádio Parc des Princes, Paris                    | 1–0       | Inglaterra           | 0      | Torneio da França 1997      |
| 24.  | 13 de junho de 1997     | Estádio Tahuichi Aguilera, Santa Cruz de la Sierra | 5–0       | Costa Rica           | 2      | Copa América 1997           |
| 25.  | 16 de junho de 1997     | Estádio Tahuichi Aguilera, Santa Cruz de la Sierra | 3–2       | México               | 0      | Copa América 1997           |
| 26.  | 19 de junho de 1997     | Estádio Tahuichi Aguilera, Santa Cruz de la Sierra | 2–0       | Colômbia             | 0      | Copa América 1997           |
| 27.  | 22 de junho de 1997     | Estádio Tahuichi Aguilera, Santa Cruz de la Sierra | 2–0       | Paraguai             | 2      | Copa América 1997           |
| 28.  | 26 de junho de 1997     | Estádio Tahuichi Aguilera, Santa Cruz de la Sierra | 7–0       | Peru                 | 0      | Copa América 1997           |
| 29.  | 29 de junho de 1997     | Estádio Hernando Siles, La Paz                     | 3–1       | Bolívia              | 1      | Copa América 1997           |
| 30.  | 10 de agosto de 1997    | Estádio Olímpico de Seul, Seul                     | 2–1       | Coreia do Sul        | 1      | Amistoso                    |
| 31.  | 13 de agosto de 1997    | Estádio Nagai, Osaka                               | 3–0       | Japão                | 0      | Amistoso                    |
| 32.  | 12 de dezembro de 1997  | Estádio Rei Fahd, Riade                            | 3–0       | Arábia Saudita       | 0      | Copa das Confederações 1997 |
| 33.  | 14 de dezembro de 1997  | Estádio Rei Fahd, Riade                            | 0–0       | Austrália            | 0      | Copa das Confederações 1997 |
| 34.  | 16 de dezembro de 1997  | Estádio Rei Fahd, Riade                            | 3–2       | México               | 0      | Copa das Confederações 1997 |
| 35.  | 19 de dezembro de 1997  | Estádio Rei Fahd, Riade                            | 2–0       | Tchéquia             | 1      | Copa das Confederações 1997 |
| 36.  | 21 de dezembro de 1997  | Estádio Rei Fahd, Riade                            | 6–0       | Austrália            | 3      | Copa das Confederações 1997 |
| 37.  | 25 de março de 1998     | Mercedes-Benz Arena, Estugarda                     | 2–1       | Alemanha             | 1      | Amistoso                    |
| 38.  | 29 de abril de 1998     | Estádio do Maracanã, Rio de Janeiro                | 0–1       | Argentina            | 0      | Amistoso                    |
| 39.  | 31 de maio de 1998      | Estádio de San Mamés, Bilbau                       | 1–1       | Athletic Bilbao      | 0      | Amistoso                    |
| 40.  | 3 de junho de 1998      | Stade Bauer, Saint-Ouen                            | 3–0       | Andorra              | 0      | Amistoso                    |
| 41.  | 10 de junho de 1998     | Stade de France, Saint-Denis                       | 2–1       | Escócia              | 0      | Copa do Mundo 1998          |
| 42.  | 16 de junho de 1998     | Stade de la Beaujoire, Nantes                      | 3–0       | Marrocos             | 1      | Copa do Mundo 1998          |
| 43.  | 23 de junho de 1998     | Stade Vélodrome, Marselha                          | 1–2       | Noruega              | 0      | Copa do Mundo 1998          |
| 44.  | 27 de junho de 1998     | Estádio Parc des Princes, Paris                    | 4–1       | Chile                | 2      | Copa do Mundo 1998          |
| 45.  | 3 de julho de 1998      | Stade de la Beaujoire, Nantes                      | 3–2       | Dinamarca            | 0      | Copa do Mundo 1998          |
| 46.  | 7 de julho de 1998      | Stade Vélodrome, Marselha                          | 1–1       | Países Baixos        | 1      | Copa do Mundo 1998          |
| 47.  | 12 de julho de 1998     | Stade de France, Saint-Denis                       | 0–3       | França               | 0      | Copa do Mundo 1998          |
| 48.  | 28 de abril de 1999     | Camp Nou, Barcelona                                | 2–2       | Barcelona            | 1      | Amistoso                    |
| 49.  | 26 de junho de 1999     | Arena da Baixada                                   | 3–0       | Letónia              | 1      | Amistoso                    |
| 50.  | 30 de junho de 1999     | Antonio Oddone Sarubbi, Ciudad del Este            | 7–0       | Venezuela            | 2      | Copa América 1999           |
| 51.  | 3 de julho de 1999      | Antonio Oddone Sarubbi, Ciudad del Este            | 2–1       | México               | 0      | Copa América 1999           |
| 52.  | 6 de julho de 1999      | Antonio Oddone Sarubbi, Ciudad del Este            | 1–0       | Chile                | 1      | Copa América 1999           |
| 53.  | 11 de julho de 1999     | Antonio Oddone Sarubbi, Ciudad del Este            | 2–1       | Argentina            | 1      | Copa América 1999           |
| 54.  | 14 de julho de 1999     | Antonio Oddone Sarubbi, Ciudad del Este            | 2–0       | México               | 0      | Copa América 1999           |
| 55.  | 18 de julho de 1999     | Estádio Defensores del Chaco, Assunção             | 3–0       | Uruguai              | 1      | Copa América 1999           |
| 56.  | 4 de setembro de 1999   | Estádio Monumental de Núñez, Buenos Aires          | 0–2       | Argentina            | 1      | Amistoso                    |
| 57.  | 7 de setembro de 1999   | Estádio Beira-Rio, Porto Alegre                    | 4–2       | Argentina            | 1      | Amistoso                    |
| 58.  | 9 de outubro de 1999    | Amsterdam Arena, Amsterdã                          | 2–2       | Países Baixos        | 0      | Amistoso                    |
| 59.  | 27 de março de 2002     | Castelão, Fortaleza                                | 1–0       | Iugoslávia           | 0      | Amistoso                    |
| 60.  | 17 de abril de 2002     | Estádio José Alvalade, Lisboa                      | 1–1       | Portugal             | 0      | Amistoso                    |
| 61.  | 18 de maio de 2002      | Camp Nou, Barcelona                                | 3–1       | Catalunha            | 0      | Amistoso                    |
| 62.  | 25 de maio de 2002      | Estádio Nacional Bukit Jalil, Kuala Lumpur         | 4–0       | Malásia              | 1      | Amistoso                    |
| 63.  | 3 de junho de 2002      | Munsu Cup Stadium, Ulsan                           | 2–1       | Turquia              | 1      | Copa do Mundo 2002          |
| 64.  | 8 de junho de 2002      | Jeju World Cup Stadium, Seogwipo                   | 4–0       | China                | 1      | Copa do Mundo 2002          |
| 65.  | 13 de junho de 2002     | Suwon World Cup Stadium, Suwon                     | 5–2       | Costa Rica           | 2      | Copa do Mundo 2002          |
| 66.  | 17 de junho de 2002     | Kobe Wing Stadium, Kobe                            | 2–0       | Bélgica              | 1      | Copa do Mundo 2002          |
| 67.  | 21 de junho de 2002     | Estádio Shizuoka Ecopa, Fukuroi                    | 2–1       | Inglaterra           | 0      | Copa do Mundo 2002          |
| 68.  | 26 de junho de 2002     | Saitama Stadium, Saitama                           | 1–0       | Turquia              | 1      | Copa do Mundo 2002          |
| 69.  | 30 de junho de 2002     | Estádio Internacional de Yokohama, Yokohama        | 2–0       | Alemanha             | 2      | Copa do Mundo 2002          |
| 70.  | 21 de agosto de 2002    | Castelão, Fortaleza                                | 0–1       | Paraguai             | 0      | Amistoso                    |
| 71.  | 20 de novembro de 2002  | Seul World Cup Stadium, Seul                       | 3–2       | Coreia do Sul        | 2      | Amistoso                    |
| 72.  | 12 de fevereiro de 2003 | Estádio Olímpico de Guangdong, Guangzhou           | 0–0       | China                | 0      | Amistoso                    |
| 73.  | 29 de março de 2003     | Estádio das Antas, Porto                           | 2–1       | Portugal             | 0      | Amistoso                    |
| 74.  | 30 de abril de 2003     | Estádio Jalisco, Guadalajara                       | 0–0       | México               | 0      | Amistoso                    |
| 75.  | 7 de setembro de 2003   | Estádio Metropolitano, Barranquilla                | 2–1       | Colômbia             | 1      | Elim. Copa do Mundo 2006    |
| 76.  | 10 de setembro de 2003  | Vivaldão, Manaus                                   | 1–0       | Equador              | 0      | Elim. Copa do Mundo 2006    |
| 77.  | 12 de outubro de 2003   | King Power Stadium, Leicester                      | 1–0       | Jamaica              | 0      | Amistoso                    |
| 78.  | 16 de novembro de 2003  | Monumental de Lima, Lima                           | 1–1       | Peru                 | 0      | Elim. Copa do Mundo 2006    |
| 79.  | 19 de novembro de 2003  | Pinheirão, Curitiba                                | 3–3       | Uruguai              | 2      | Elim. Copa do Mundo 2006    |
| 80.  | 18 de fevereiro de 2004 | Lansdowne Road, Dublin                             | 0–0       | Irlanda              | 0      | Amistoso                    |
| 81.  | 31 de março de 2004     | Defensores del Chaco, Assunção                     | 0–0       | Paraguai             | 0      | Elim. Copa do Mundo 2006    |
| 82.  | 20 de maio de 2004      | Stade de France, Saint-Denis                       | 0–0       | França               | 0      | Amistoso                    |
| 83.  | 25 de maio de 2004      | Camp Nou, Barcelona                                | 5–2       | Catalunha            | 2      | Amistoso                    |
| 84.  | 2 de junho de 2004      | Mineirão, Belo Horizonte                           | 3–1       | Argentina            | 3      | Elim. Copa do Mundo 2006    |
| 85.  | 6 de junho de 2004      | Estádio Nacional, Santiago                         | 1–1       | Chile                | 0      | Elim. Copa do Mundo 2006    |
| 86.  | 18 de agosto de 2004    | Stade Sylvio Cator, Porto Príncipe                 | 6–0       | Haiti                | 0      | Amistoso                    |
| 87.  | 5 de setembro de 2004   | Estádio do Morumbi, São Paulo                      | 3–1       | Bolívia              | 1      | Elim. Copa do Mundo 2006    |
| 88.  | 8 de setembro de 2004   | Olympiastadion, Berlim                             | 1–1       | Alemanha             | 0      | Amistoso                    |
| 89.  | 9 de outubro de 2004    | Estádio José Encarnación Romero                    | 5–2       | Venezuela            | 2      | Elim. Copa do Mundo 2006    |
| 90.  | 13 de outubro de 2004   | Estádio Rei Pelé, Maceió                           | 0–0       | Colômbia             | 0      | Elim. Copa do Mundo 2006    |
| 91.  | 17 de novembro de 2004  | Estádio Olímpico Atahualpa, Quito                  | 0–1       | Equador              | 0      | Elim. Copa do Mundo 2006    |
| 92.  | 27 de março de 2005     | Serra Dourada, Goiânia                             | 1–0       | Peru                 | 0      | Elim. Copa do Mundo 2006    |
| 93.  | 30 de março de 2005     | Estádio Centenário, Montevidéu                     | 1–1       | Uruguai              | 0      | Elim. Copa do Mundo 2006    |
| 94.  | 17 de agosto de 2005    | Estádio Poljud, Split                              | 1–1       | Croácia              | 0      | Amistoso                    |
| 95.  | 4 de setembro de 2005   | Mané Garrincha, Brasília                           | 5–0       | Chile                | 0      | Elim. Copa do Mundo 2006    |
| 96.  | 12 de outubro de 2005   | Mangueirão, Belém                                  | 3–0       | Venezuela            | 1      | Elim. Copa do Mundo 2006    |
| 97.  | 1 de março de 2006      | Estádio Lokomotiv de Moscou, Moscovo               | 1–0       | Rússia               | 1      | Amistoso                    |
| 98.  | 30 de maio de 2006      | St. Jakob-Park, Basileia                           | 8–0       | Luzern               | 2      | Amistoso                    |
| 99.  | 4 de junho de 2006      | Estádio de Genebra, Genebra                        | 4–0       | Nova Zelândia        | 1      | Amistoso                    |
| 100. | 13 de junho de 2006     | Olympiastadion, Berlim                             | 1–0       | Croácia              | 0      | Copa do Mundo 2006          |
| 101. | 18 de junho de 2006     | Allianz Arena, Munique                             | 2–0       | Austrália            | 0      | Copa do Mundo 2006          |
| 102. | 22 de junho de 2006     | Westfalenstadion, Dortmund                         | 4–1       | Japão                | 2      | Copa do Mundo 2006          |
| 103. | 27 de junho de 2006     | Westfalenstadion, Dortmund                         | 3–0       | Gana                 | 1      | Copa do Mundo 2006          |
| 104. | 1 de julho de 2006      | Commerzbank-Arena, Frankfurt                       | 0–1       | França               | 0      | Copa do Mundo 2006          |
| 105. | 7 de junho de 2011      | Estádio do Pacaembu, São Paulo                     | 1–0       | Romênia              | 0      | Amistoso                    |

#### Gols em Copa do Mundo
Estão listados abaixo os quinze gols de Ronaldo, o 2º maior artilheiro da história da Copa do Mundo FIFA. Foram quatro gols em 1998, oito em 2002 e três em 2006. Em 1994, Ronaldo foi convocado mas não chegou a entrar em campo.
| #   | Data                | Local                                              | Adversário | Placar | Resultado | Edição |
| --- | ------------------- | -------------------------------------------------- | ---------- | ------ | --------- | ------ |
| 1.  | 16 de junho de 1998 | Stade de la Beaujoire, Nantes, França              | Marrocos   | 1–0    | 3–0       | 1998   |
| 2.  | 27 de junho de 1998 | Parc des Princes, Paris, França                    | Chile      | 3–0    | 4–1       | 1998   |
| 3.  | 27 de junho de 1998 | Parc des Princes, Paris, França                    | Chile      | 4–1    | 4–1       | 1998   |
| 4.  | 7 de julho de 1998  | Stade Vélodrome, Marselha, França                  | Holanda    | 1–0    | 1–1       | 1998   |
| 5.  | 3 de junho de 2002  | Munsu Cup Stadium, Ulsan, Coreia do Sul            | Turquia    | 1–1    | 2–1       | 2002   |
| 6.  | 8 de junho de 2002  | Jeju World Cup Stadium, Seogwipo, Coreia do Sul    | China      | 4–0    | 4–0       | 2002   |
| 7.  | 13 de junho de 2002 | Suwon World Cup Stadium, Suwon, Coreia do Sul      | Costa Rica | 1–0    | 5–2       | 2002   |
| 8.  | 13 de junho de 2002 | Suwon World Cup Stadium, Suwon, Coreia do Sul      | Costa Rica | 2–0    | 5–2       | 2002   |
| 9.  | 17 de junho de 2002 | Kobe Wing Stadium, Kobe, Japão                     | Bélgica    | 2–0    | 2–0       | 2002   |
| 10. | 26 de junho de 2002 | Saitama Stadium, Saitama, Japão                    | Turquia    | 1–0    | 1–0       | 2002   |
| 11. | 30 de junho de 2002 | Estádio Internacional de Yokohama, Yokohama, Japão | Alemanha   | 1–0    | 2–0       | 2002   |
| 12. | 30 de junho de 2002 | Estádio Internacional de Yokohama, Yokohama, Japão | Alemanha   | 2–0    | 2–0       | 2002   |
| 13. | 22 de junho de 2006 | Westfalenstadion, Dortmund, Alemanha               | Japão      | 1–1    | 4–1       | 2006   |
| 14. | 22 de junho de 2006 | Westfalenstadion, Dortmund, Alemanha               | Japão      | 4–1    | 4–1       | 2006   |
| 15. | 27 de junho de 2006 | Westfalenstadion, Dortmund, Alemanha               | Gana       | 1–0    | 3–0       | 2006   |

## Títulos
Cruzeiro
- Copa do Brasil: 1993
- Campeonato Mineiro: 1994

PSV Eindhoven
- Copa dos Países Baixos: 1995–96

Barcelona
- Supercopa da Espanha: 1996
- Copa do Rei: 1996–97
- Recopa Europeia da UEFA: 1996–97

Internazionale
- Copa da UEFA: 1997–98

Real Madrid
- Copa Intercontinental: 2002
- La Liga: 2002–03[147] e 2006–07
- Supercopa da Espanha: 2003

Corinthians
- Campeonato Paulista: 2009
- Copa do Brasil: 2009

Seleção Brasileira
- Copa do Mundo FIFA: 1994 e 2002
- Copa América: 1997 e 1999
- Copa das Confederações FIFA: 1997
- Olimpíadas: Medalha de bronze em 1996

### Prêmios individuais
- Melhor jogador do mundo pela FIFA: 1996, 1997 e 2002
- Melhor jogador do mundo pela revista World Soccer: 1996, 1997 e 2002
- Ballon d'Or: 1997 e 2002
- Onze d'Or: 1997 e 2002
- Chuteira de Ouro da UEFA: 1997
- Melhor jogador estrangeiro da La Liga: 1996–97
- Trofeo Bravo: 1997 e 1998
- Troféu Pichichi: 1996–97 e 2003–04
- Troféu EFE: 1996–97 e 2002–03
- Melhor jogador da Copa América: 1997
- Chuteira de Bronze da Copa das Confederações FIFA: 1997
- Artilheiro do ano - IFFHS: 1997[148]
- Melhor jogador da Serie A: 1997–98[149]
- Melhor jogador estrangeiro da Serie A: 1997–98[149]
- Jogador do ano da UEFA: 1997–98
- Atacante do ano da UEFA: 1997–98
- Seleção do ano da European Sports Media: 1996–97 e 1997–98[150]
- Bola de Ouro da Copa do Mundo FIFA: 1998
- Bola de Prata da Copa do Mundo FIFA: 2002
- Chuteira de Ouro da Copa do Mundo FIFA: 2002
- Melhor Jogador da Copa Intercontinental: 2002
- Seleção do ano da UEFA: 2002
- FIFA 100: 2004[151]
- Chuteira de Bronze da Copa do Mundo FIFA: 2006[152]
- Prémio Golden Foot: 2006
- Melhor jogador do Campeonato Paulista: 2009
- Brasileiro do Ano, pela revista IstoÉ: 2009
- Seleção da década de 2000 (Sports Illustrated)[153]
- Quinto melhor jogador Sul-Americano da história (Jornal L'Équipe)[154]
- Hall da Fama do Futebol Italiano: 2015[155]
- Bola de Ouro Dream Team: melhor centroavante da história
- IFFHS ALL TIME WORLD MEN'S DREAM TEAM (Time B)[156]
- Seleção Brasileira de Todos os Tempos (IFFHS): 2021[157]

### Artilharias
- Supercopa Libertadores de 1993 (8 gols)
- Campeonato Mineiro de 1994 (23 gols)
- Eredivisie de 1994–95 (30 gols)
- La Liga de 1996–97 (34 gols)
- Copa América de 1999 (5 gols)
- Copa do Mundo FIFA de 2002 (8 gols)
- Copa Intercontinental de 2002 (1 gol)
- Supercopa da Espanha de 2003 (1 gol)
- La Liga de 2003–04 (25 gols)
- Eliminatórias da Copa do Mundo de 2006 (10 gols)

### Vice artilharias
- Copa do Rei de 1996–97 (6 gols)
- Copa América de 1997 (5 gols)
- Serie A de 1997–98 (25 gols)
- Copa da UEFA de 1997–98 (6 gols)
- La Liga de 2002–03 (23 gols)